# Modul (Hochschule)
Ein Modul ist in Bachelor- und Master-Studiengängen an Hochschulen eine Lehreinheit, die aus einer oder mehreren Lehrveranstaltungen mit einem gemeinsamen Lernziel besteht. Ein Modul dauert in der Regel ein oder zwei Semester und sollte mit höchstens einer Prüfung verbunden werden. Auf eine Prüfung kann im Ausnahmefall verzichtet werden, wenn die angestrebte Qualifikation anders nachgewiesen werden kann. Des Weiteren können mehrere Module gemeinsam geprüft werden.

## Modulbeschreibung
Zu Modulen gibt es Modulbeschreibungen, welche die folgenden Informationen enthalten sollten:
- Inhalte
- Lern- und Qualifikationsziele (Lernziele)
- Lehr- und Lernformen (Typ von zugehörigen Lehrveranstaltungen)
- Voraussetzungen für die Teilnahme
- Verwendbarkeit des Moduls (z. B. auch in anderen Studiengängen)
- zu erreichende Leistungspunkte (nach ECTS)
- Voraussetzungen für die Vergabe von Leistungspunkten
- Bewertung bzw. Benotung (bei benoteten Modulen)
- Häufigkeit des Angebots des Moduls
- zeitlicher Aufwand für die Studierenden, inklusive Selbststudium und Dauer des Moduls
- Art der Prüfung

Modularisierte Studiengänge sollen Studierenden besser als bisherige Studiengänge ermöglichen, sich ein Teilgebiet konzentriert und in zeitlichem Zusammenhang anzueignen. Mit nach Modulen differenzierten und benoteten Studienleistungen sollen mehr Angaben zur Verfügung stehen, die fachliche Kenntnisse und Fähigkeiten von Hochschulabsolventen ausweisen. Des Weiteren sind Modulbescheibungen eine wesentliche Grundlage für die Anerkennung von Leistungen, die an anderen Hochschulen erworben wurden, 

## Beispiel
Als Beispiel wird das fiktive Modul „Pflege magischer Geschöpfe“ aus der Welt von Harry Potter betrachtet. Dieses Modul wird mit vier Unterrichtsstunden Vorlesung, begleitet von zwei Unterrichtsstunden Praktikum je Woche unterrichtet. Die Studierenden erhalten bei erfolgreicher Teilnahme acht ECTS-Punkte für das Modul. 
Die Arbeitslast für die Studierenden wurde bei der Planung des Studiengangs festgelegt zu ca. 200 Stunden. Bei 16 Wochen pro Semester setzen sich diese zusammen aus der Teilnahme an 48 Stunden Vorlesung, Teilnahme an 24 Stunden Praktikum sowie einer Eigenarbeitszeit von 130 Stunden. 
Die beiden Dozierenden Dumbledore und McGonnagall unterrichten das Modul gleichzeitig für verschiedene Teilkohorten. Die Kohorte eines Jahrgangs von angenommen 120 Studierenden wird dabei in zwei Teilgruppen aufgeteilt und jede Teilgruppe von einem Dozierenden unterrichtet. In einer Vorlesung sitzen alle Studierenden der Teilgruppe; für die Praktika wird die Teilgruppe nochmals unterteilt in Gruppen von je 20 Personen.

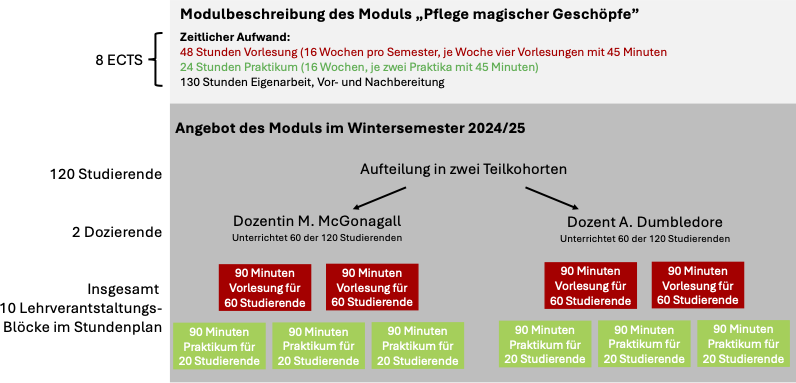
Konkrete Umsetzung eines Moduls entsprechend des zeitlichen Aufwands der Modulbeschreibung

Es ergeben sich somit zwei Perspektiven auf die Stunden, die im Stundenplan erscheinen:
1. Sicht der Studierenden: Jeder Studierende sieht im Stundenplan vier Stundenblöcke zu je 90 Minuten: zwei Stundenblöcke Vorlesung und einen Stundenblock Praktikum (insgesamt also sechs Semesterwochenstunden).
2. Sicht der Dozierenden: Jeder Dozierende sieht im Stundenplan fünf Stundenblöcke: zwei Stundenblöcke Vorlesung und drei Stundenblöcke Praktikum (insgesamt also zehn Semesterwochenstunden).

## Kritik an der Modularisierung
Die erhoffte Vereinfachung der Anerkennung von Studienleistungen bei einem Hochschulwechsel hat sich nicht eingestellt. Konnte vor der Umsetzung des Bologna-Prozesses und Einführung des European Credit Transfer Systems (ECTS) in einem Magister- oder Diplomstudiengang beispielsweise ein einführender Grundkurs weitgehend problemlos an der neuen Hochschule, die eine ähnliche Lehrveranstaltung im Angebot hatte, anerkannt werden, so spielt bei der Anerkennung heute nicht allein der Veranstaltungstitel mit den damit in Zusammenhang gebrachten Lerninhalten und Studienleistungen eine Rolle, sondern auch der in ECTS-Kreditpunkten gemessene Lernaufwand. Ist das Modul an der ersten Hochschule beispielsweise mit sechs Kreditpunkten belegt und sind am neuen Hochschulort nur drei Kreditpunkte für ein Modul gleichen Titels vorgesehen, verliert der Studienortwechseler in der Regel drei Kreditpunkte, die nicht in sein neues Leistungskonto übertragen werden können. Im umgekehrten Fall, in dem das Modul an der neuen Hochschule mit einem höheren Lernaufwand und somit einer höheren Kreditpunktzahl belegt ist, fehlen ihm Punkte für die vollständige Anrechnung der an seiner früheren Hochschule erbrachten Studienleistung. In dieser Angelegenheit sind die Regelungen der Prüfungsordnungen der einzelnen Hochschulen genau zu betrachten; zudem kann sich die Vorgehensweise (und Großzügigkeit bei der Anerkennung) von Ort zu Ort unterscheiden. An einigen Hochschulen wird intern ein dem Studierenden gegenüber großzügiges Vorgehen bei der Anerkennung empfohlen; ein rechtlicher Anspruch hierauf besteht dennoch nicht. Es kann durchaus argumentiert werden, dass das Modul mit der geringeren Punktzahl eine geringere Durchdringung des Stoffes erzielt habe und somit nicht mit dem Modul mit der höheren Kreditpunktausstattung korreliere; gegebenenfalls muss das Modul an der neuen Hochschule ganz oder teilweise wiederholt werden.